# George William Johnson

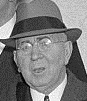
George William Johnson (1938)

George William Johnson (* 10. November 1869 bei Charles Town, Jefferson County, West Virginia; † 24. Februar 1944 in Martinsburg, West Virginia) war ein US-amerikanischer Politiker. Zwischen 1923 und 1925 und nochmals zwischen 1933 und 1943 vertrat er den vierten Wahlbezirk des Bundesstaats West Virginia im US-Repräsentantenhaus.

## Werdegang
George Johnson besuchte die öffentlichen Schulen seiner Heimat einschließlich des Shepherd College in Shepherdstown. Danach studierte er bis 1896 an der West Virginia University in Morgantown unter anderem Jura. Nach seiner im selben Jahr erfolgten Zulassung als Rechtsanwalt begann Johnson in Martinsburg im Berkeley County in seinem neuen Beruf zu arbeiten. Gleichzeitig wurde er juristischer Vertreter dieser Stadt. Zwischen 1897 und 1900 war er Mitglied im Kuratorium der State Normal School. Im Jahr 1900 verlegte er seinen Wohnsitz und seine Kanzlei nach Parkersburg. In den folgenden Jahren war er Konkursverwalter im Auftrag des für West Virginia zuständigen Bundesgerichts. Außerdem war Johnson Berater der für den öffentlichen Dienst zuständigen Kommission von West Virginia. Neben diesen Tätigkeiten widmete er sich auch dem Obstanbau und der Viehzucht.
Johnson war Mitglied der Demokratischen Partei und wurde 1922 als deren Kandidat im vierten Distrikt von West Virginia in das US-Repräsentantenhaus in Washington, D.C. gewählt. Dort trat er am 4. März 1923 die Nachfolge des Republikaners Harry C. Woodyard an, den er bei der Wahl geschlagen hatte. Da er aber bereits bei den nächsten Wahlen im Jahr 1924 gegen Woodyard verlor, konnte Johnson bis zum 3. März 1925 nur eine Legislaturperiode im Kongress absolvieren. In den folgenden Jahren widmete er sich dann wieder seinen früheren Geschäften. Bei den Wahlen des Jahres 1932 wurde er erneut für den vierten Wahlbezirk in den Kongress gewählt. Dabei profitierte er von einem bundesweiten Trend zu Gunsten seiner Partei. Am 3. März 1933 löste er den Republikaner Robert Lynn Hogg im Repräsentantenhaus ab. Nach vier Wiederwahlen konnte er bis zum 3. Januar 1943 fünf Legislaturperioden im Kongress verbringen. In dieser Zeit wurden dort die meisten der New-Deal-Gesetze verabschiedet. Seine letzte Amtszeit war von den Ereignissen des Zweiten Weltkrieges bestimmt. Bei den Wahlen des Jahres 1942 unterlag Johnson dem Republikaner Hubert Summers Ellis. George Johnson starb am 24. Februar 1944 in Martinsburg und wurde in seinem Geburtsort Charles Town beigesetzt.